# Attilio Ferrari
Attilio Ferrari (Vigatto, 6 giugno 1920 – 5 luglio 1987) è stato un politico italiano.